# Glarentza
Glarentza (en griego: Γλαρέντζα), también conocida como Clarenia, Clarence o Chiarenza, fue una ciudad medieval situada cerca del emplazamiento de la actual Cilene en Élide, en el punto más occidental de la península del Peloponeso, al sur de Grecia. Fundada a mediados del  por Guillermo II de Villehardouin, la ciudad sirvió como puerto principal y casa de moneda del Principado franco de Acaya, que estaba situada junto a la capital del Principado, Andravida. El comercio con Italia trajo consigo una gran prosperidad, pero la ciudad comenzó a decaer a principios del siglo XV, a medida que el propio Principado declinaba. En 1428, Glarentza fue cedida al Despotado bizantino de Morea y sirvió como cocapital, donde residía uno de los déspotas Paleólogo hasta la conquista otomana de 1460. Bajo el dominio otomano, Glarentza decayó rápidamente al romperse los vínculos comerciales con Italia, y para el siglo XVI quedó abandonada y en ruinas. Hoy en día, quedan pocos restos de la ciudad: restos de la muralla, una iglesia y algunos otros edificios, así como el puerto encenagado.

## Historia

Mapa del Peloponeso con sus principales ubicaciones durante la Baja Edad Media.

Glarentza fue fundada a mediados del siglo XIII por Guillermo II de Villehardouin, gobernante del Principado de Acaya entre 1246 y 1278, un estado franco establecido después de la cuarta cruzada y que abarcaba la península del Peloponeso o Morea en el sur de Grecia. Su fundación franca es evidente en su nombre, Clarence o Clairence en francés, Chiarenza o Clarenza en italiano, Clarentia o Clarencia en latín, traducido como Κλαρέντσα (Klarentsa), Κλαρίντζα (Klarintza) o Γλαρέντζα (Glarentza) en documentos griegos contemporáneos.
La ciudad medieval se ubicaba un poco más al oeste de la actual Cilene, en el extremo norte de un promontorio que constituye el punto más occidental del Peloponeso. Este era un sitio conocido desde la antigüedad como el mejor fondeadero de toda Élide, y probablemente fue el emplazamiento de la antigua ciudad de Cilene. Glarentza se estableció como puerto para la capital del Principado, ubicada tierra adentro en Andravida, a unos 13 kilómetros (8,1 millas) de distancia. Junto con Andravida y la fortaleza de Clermont o Chlemoutsi, a unos 5 kilómetros (3,1 millas) del puerto, Glarentza constituía el núcleo administrativo del Principado de Acaya.
Glarentza se benefició de su ubicación y se convirtió en el principal puerto de comunicación y tráfico entre Morea e Italia. Como se describe en el sitio web del Ministerio de Cultura griego, Glarentza «se consolidó rápidamente como el centro financiero y urbano más importante del principado cruzado, con renombre internacional», mientras que, según el medievalista Antoine Bon, era «la aglomeración que más se asemejaría, por su actividad, a una ciudad en el sentido moderno de la palabra». Era una ciudad cosmopolita, frecuentada por emisarios de Italia, soldados y comerciantes, principalmente venecianos. El comercio trajo gran prosperidad, como lo demuestra el hecho de que utilizara su propio sistema de pesos y medidas en el siglo XIV. Contaba con un hospital, así como bancos, alojamiento para los marineros y un monasterio franciscano. Según una lista de feudos de 1391, la ciudad contaba con casi trescientos hogares, lo que lo convierte en uno de los más grandes del Principado.

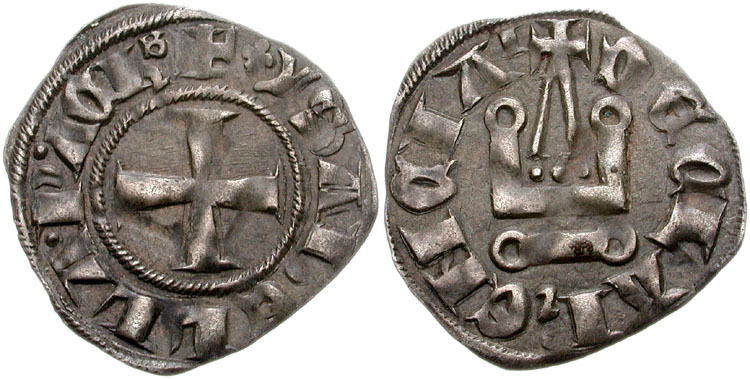
Denier tornois de la princesa Isabel de Villehardouin, acuñado en Glarentza.

La ciudad también fue sede de la casa de moneda principesca, que desde el siglo XIII hasta su cese en 1353, acuñó monedas denier tournois o tornese, inscritas inicialmente con [DE] CLARENTIA, y desde el reinado de Florencio de Henao en adelante, con DE CLARENCIA. Aunque Andravida era la residencia principal de la corte principesca, Glarentza también era un lugar de importancia política, y allí se celebraron varios parlamentos y asambleas, como la adjudicación de la herencia de la Baronía de Akova en 1276, o el parlamento y juramento de lealtad a Isabel de Villehardouin y a Florencio en 1289. Glarentza estaba rodeada por un conjunto de murallas, pero los estudiosos han discutido durante mucho tiempo cuándo se hizo esto exactamente. El debate se centra en la relación entre Glarentza y la cercana fortaleza de Clermont/Chlemoutsi, que según quienes consideran que Glarentza originalmente no estaba fortificada, servía de ciudadela a la ciudad, en cuyo caso probablemente era el emplazamiento original de la casa de moneda, de donde proviene su nombre alternativo de "Castel Tornese".
En junio de 1315, Glarentza fue capturada por las tropas aragonesas del infante Fernando de Mallorca, quien reivindicó el título principesco de Acaya en virtud de su matrimonio con Isabel de Sabran, nieta de Guillermo II de Villehardouin. Fernando hizo de Glarentza su residencia y pronto se apoderó de toda Élide, ayudado por la deserción de varios barones aqueos insatisfechos con el gobierno del Principado por los angevinos de Nápoles. Fernando comenzó a acuñar monedas con su nombre (las emisiones más raras de la ceca de Glarentza), pero su reinado se vio truncado con la llegada de los legítimos reclamantes, Matilde de Henao y Luis de Borgoña. En la batalla de Manolada, librada al noreste de Glarentza el 5 de julio de 1316, los aragoneses fueron derrotados y Fernando murió. El resto de su ejército huyó a Glarentza, y pronto entregó la ciudad y las otras fortalezas que habían ocupado y abandonó el Peloponeso, y se llevaron consigo el cadáver de Fernando.
El declive de la ciudad comenzó a principios del siglo XV, tras el empeoramiento de la situación del propio Principado. En ese momento, Acaya, bajo el príncipe Centurión II Zaccaria, se vio en peligro por los ataques de los bizantinos del Despotado de Morea por un lado y los planes expansionistas de la familia Tocco de Cefalonia y Zante por el otro. A finales de 1407, el propio cuñado de Centurión, Leonardo II Tocco, se apoderó de Glarentza y obtuvo un enorme botín, como se registra en la Crónica de los Tocco. Se necesitaron varios años de conflictos y maniobras diplomáticas antes de que un acuerdo con mediación veneciana devolviera la ciudad a Centurión en julio de 1414. En 1417, los bizantinos, bajo el déspota Teodoro II Paleólogo y su hermano Juan VIII Paleólogo, lanzaron otro ataque contra los restos del Principado. Los hermanos avanzaron rápidamente, obligando al príncipe Centurione a retirarse a Glarentza, que fue atacada sin éxito por los bizantinos. Se firmó una tregua en 1418, pero ese mismo año, un aventurero italiano llamado Olivier Franco se apoderó de la ciudad, que en 1421 vendió a Carlo I Tocco, hermano mayor de Leonardo.

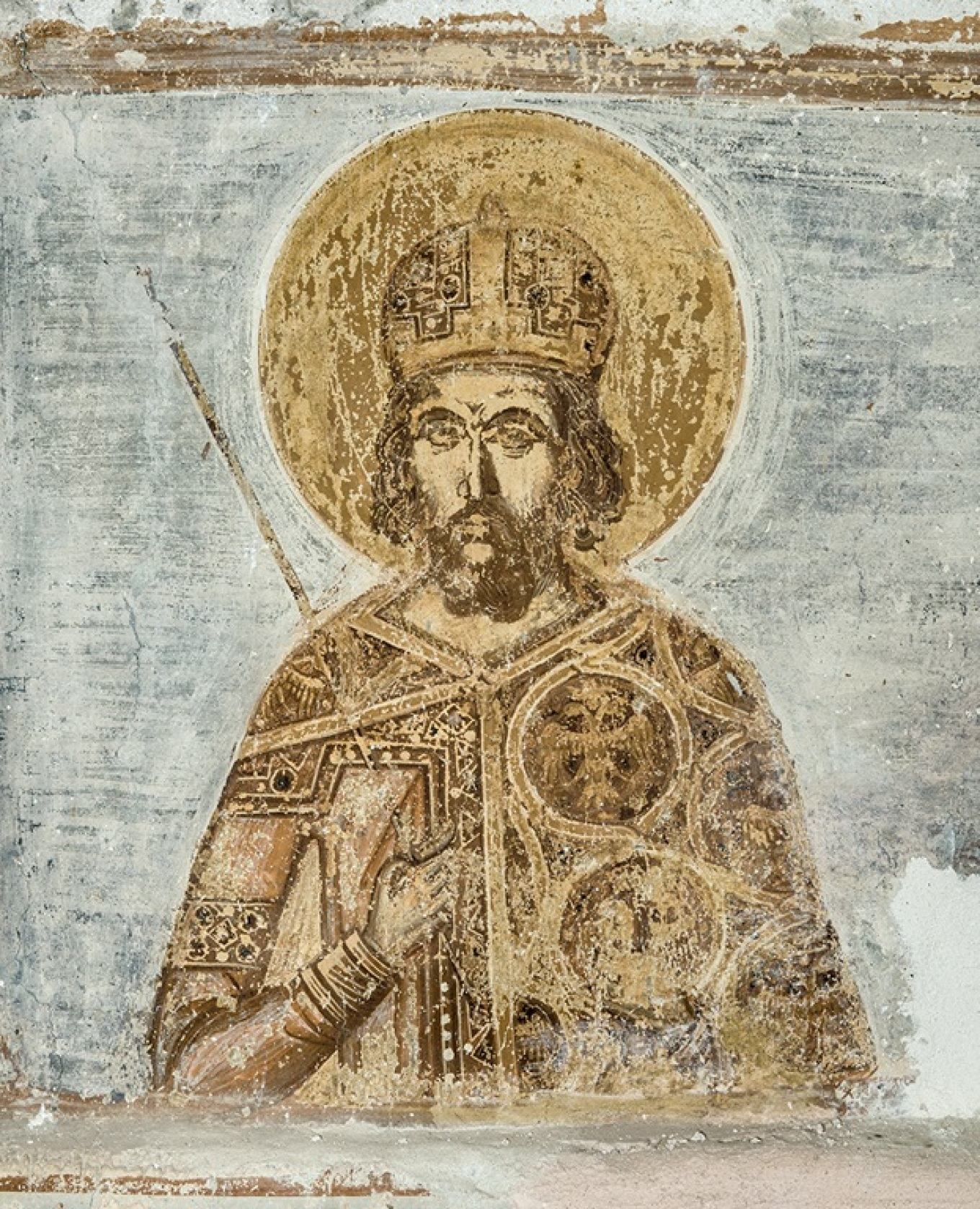
Fresco de Constantino XI Paleólogo, déspota de Morea y último emperador bizantino.

Con Glarentza en sus manos, los Tocco comenzaron a perseguir abiertamente sus aspiraciones en el Peloponeso y atacaron los territorios del arzobispo latino de Patras, Esteban Zaccaria, hermano de Centurión. En 1427, los bizantinos, liderados por el emperador Juan VIII en persona, atacaron las tierras de Tocco en el Peloponeso. Después de que la flota bizantina derrotara a su armada, Carlo se vio obligado a someterse, y en 1428, Glarentza fue entregada como parte de la dote de su sobrina, Maddalena, quien estaba casada con el déspota Constantino Paleólogo (el futuro último emperador bizantino). Cuando Constantino sitió Patras en 1429, una flota catalana que acudió en ayuda de la ciudad capturó Glarentza, lo que obligó a Constantino a pedir un rescate por ella. Luego destruyó sus fortificaciones, para que ya no pudiera ser tomada y utilizada por una potencia occidental.
En 1430, tras la subyugación definitiva del Principado de Acaya por los bizantinos, el Peloponeso se dividió en apanajes entre los diversos príncipes Paleólogo. Glarentza se convirtió en la residencia de Tomás Paleólogo hasta 1432, cuando intercambió su porción con Constantino, quien originalmente se había establecido en el castillo de Kalávrita. En 1446, Glarentza y sus alrededores fueron saqueados por los turcos otomanos bajo el mando del sultán Murad II, y en 1460, cayó en manos de los otomanos junto con el resto del Peloponeso bizantino. Aunque la cercana Chlemoutsi siguió desempeñando un papel como bastión militar hasta el siglo XIX (fue guarnecida por los venecianos durante la guerra otomano-veneciana de 1463-1479 y atacada por los Caballeros de Malta en 1620) Glarentza parece haber caído rápidamente en el olvido bajo el dominio otomano, aparentemente en decadencia a medida que se cortaban los vínculos marítimos con Italia. Para el siglo XVI, ya estaba abandonada y medio en ruinas. Las ruinas fueron descritas por sucesivos viajeros hasta el siglo XIX, y también se tomaron fotografías posteriormente. Durante la ocupación alemana de Grecia en la Segunda Guerra Mundial, el ejército alemán demolió muchos de los restos.
A principios del siglo XIX, varios autores y viajeros, como Robert Byron, sostuvieron que Glarentza (en su forma latina, Clarentia/Clarencia) dio su nombre al título real inglés de "duque de Clarence", a través de la princesa Matilde de Henao y su prima Felipa de Henao, una afirmación que ha sido repetida por publicaciones reputadas como la enciclopedia Meyers Konversations-Lexikon hasta el siglo XX. Sin embargo, esta visión fue rechazada concluyentemente ya en 1846 por el oficial militar y anticuario William Martin Leake, quien señaló que en ningún momento la realeza inglesa tuvo títulos moreotas, y que "Clarence" tiene su origen en Clare, Suffolk, y no en Glarentza.

## Ubicación y restos arqueológicos

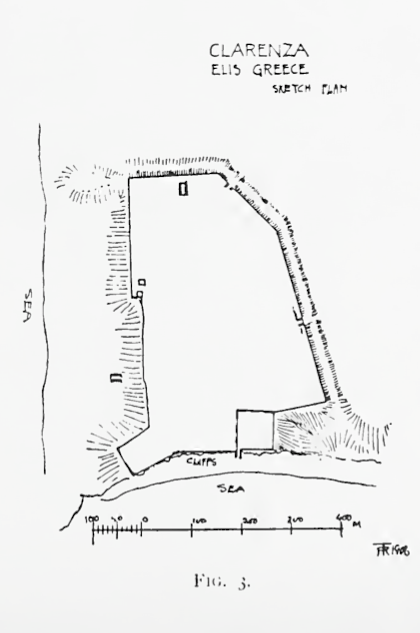
Boceto de Clarenza realizado por R. Traquair (de norte a derecha), de "Fortalezas medievales en el noroeste del Peloponeso", págs. 268-284 del Anuario 1906/7 de la Escuela Británica de Atenas.

La ciudad de Glarentza se situaba en una pequeña meseta, con una ligera pendiente descendente de oeste a este, en el extremo noroeste de la península conocida en la Antigüedad como Chelonatas. La ciudad ocupaba una forma irregular de unos 450 metros (1480 pies) de este a oeste y 350 metros (1150 pies) de norte a sur, lo que representa una superficie de unos 8800 metros cuadrados (95 000 pies cuadrados). Los lados norte y oeste de la ciudad lindaban con el mar y estaban protegidos por un acantilado de unos 50 metros de altura que descendía hasta el mar. El puerto se encontraba al norte, resguardado de los peligrosos vientos del oeste y del suroeste.
Hoy en día, quedan muy pocos restos materiales de la ciudad medieval. La muralla que rodeaba el asentamiento ha desaparecido en gran parte y es difícil de rastrear hoy en día, pero a partir de los restos de sus cimientos no parece haber sido una fortificación sustancial. Fue construida ligeramente, con un grosor de quizás 1,8-2 metros (5,9-6,6 pies), reforzada por torres rectangulares. Las tres puertas han dejado restos mucho más sustanciales. Los lados este, sureste y sur estaban frente a un foso de unos 20-22 metros (66-72 pies), con la tierra excavada vertida en el lado interior y utilizada para elevar la muralla de la ciudad. Una pequeña ciudadela estaba ubicada en la esquina suroeste de la ciudad. El puerto estaba separado de la ciudad principal por una muralla, y estaba situado en una cuenca excavada (hoy un pantano) y probablemente separado del mar por un muelle artificial y protegido por extensiones de las murallas de la ciudad. La entrada al puerto se encontraba por el oeste, ofreciendo protección tanto del viento como de los bajíos de la costa.
Entre los pocos restos de edificios del interior de la ciudad, destacan una gran escalera monumental y una gran iglesia, de unos 43 x 15 metros (141 pies x 49 pies), en el noreste. La iglesia era de construcción relativamente sencilla, pero de un tamaño inusual, y A. Bon propone su identificación con la iglesia de los franciscanos, donde se celebraron asambleas de los nobles de Acaya en 1276 y 1289. Los restos de los muros de la iglesia fueron completamente destruidos por el ejército alemán durante la ocupación. 
El sitio está actualmente gestionado por el VI Eforado de Antigüedades Bizantinas. Se puede acceder en coche y está abierto a los visitantes.